# Parasitology Research
Parasitology Research, abgekürzt Parasitol. Res., ist eine wissenschaftliche Fachzeitschrift auf dem Gebiet der Parasitologie, welche seit 1869 erscheint.
Sie wurde ursprünglich als Zeitschrift für Parasitenkunde in Jena gegründet.